# Callobius rothi
Callobius rothi là một loài nhện trong họ Amaurobiidae.
Loài này thuộc chi Callobius. Callobius rothi được miêu tả năm 1972 bởi Leech.